# 引田一郎
引田 一郎（ひきた いちろう、1897年10月1日 - 1973年4月18日）は、日本の経営者。宝塚歌劇団理事長、宝塚音楽学校校長を務めた。

## 経歴
東京都中野区出身。陸軍士官引田乾作の長男として生まれる。1924年に慶應義塾大学経済学部を卒業し、同年に阪神急行電鉄(のちの阪急電鉄)に入社。1933年10月に宝塚歌劇団理事長に就任し、1946年12月に阪急電鉄取締役に就任し、宝塚音楽学校校長も務めた。
1966年5月に藍綬褒章を受章した。
1973年4月18日、心不全のために死去。75歳没。

## 親族
- 長男 引田英雄（映画監督）[2]